# Ziekte van Fabry
De ziekte van Fabry of angiokeratoma corporis diffusum is een zeldzame erfelijke aandoening die behoort tot de zogenaamde lysosomale stapelingsziekten.
De ziekte is genoemd naar de Duitse arts Johannes Fabry. De ziekte wordt veroorzaakt door een mutatie in het enzym α-galactosidase A.
De levensbedreigende late complicaties, zoals CVA’s, nierinsufficiëntie en hypertrofische cardiomyopathie, manifesteren zich bij de ziekte van Fabry meestal pas op volwassen leeftijd. Toch zijn er vaak al op de kinderleeftijd meerdere symptomen die tot een juiste diagnose kunnen leiden. Een vroege herkenning is van belang om tijdig de juiste behandeling te starten en mogelijk complicaties te voorkomen. De levensverwachting bij mannen en vrouwen met fabry ligt respectievelijk 20 en 15 jaar lager dan normaal. Fabry erft X-gebonden over. Het is daarom mogelijk dat andere familieleden ook zijn aangedaan. In tegenstelling tot de meeste X-gebonden ziekten kunnen vrouwen ook symptomatisch zijn.

## Klinisch beeld
De vroege klachten van de ziekte van Fabry worden met name veroorzaakt door afwijkingen aan het perifere en autonome zenuwstelsel. Pijn en pijnaanvallen van enkele minuten tot weken in handen en voeten (neuropathische pijn en pijncrises) zijn vaak een eerste klacht. Deze treden meestal op tijdens koorts-episoden, of bij inspanning (sporten). Een andere opvallende klacht is het verminderd, of geheel niet transpireren (hypo-, anhidrosis). Diarree en buikkrampen worden frequent gemeld en vanaf de puberteit kunnen angiokeratomen ontstaan: dit zijn rode vlekjes op de huid, vaak in het "zwembroek"gebied: billen, liezen, genitaliën). Bij aanwezigheid van één of meer van deze symptomen zou de ziekte van Fabry in de differentiaaldiagnose opgenomen moeten worden.

### Vroege symptomen
- Neuropathische pijn
- Inspanningsintolerantie
- Gastrointestinale klachten
- Cornea verticillata
- Kronkelende bloedvaten in de retina
- Psychosociale problemen
- Angiokeratomen
- Tinnitus, doofheid
- Algehele vermoeidheid
- (An-)hypohydrose

Afhankelijk van de progressie van de ziekte zullen op zeker moment late complicaties van de ziekte van Fabry ontstaan. Vaak worden patiënten alleen voor de symptomen behandeld, zonder dat het onderliggende ziektebeeld duidelijk is.

### Late complicaties
- Linkerventrikelhypertrofie, kleplijden
- Hartklepafwijkingen
- CVA, vasculaire dementie
- Nierinsufficiëntie

## Diagnose
Het is niet moeilijk om de diagnose van de ziekte van Fabry te stellen. Echter, de symptomen zijn niet bijzonder specifiek en de ziekte is zeldzaam. Daardoor wordt er vaak niet, of pas laat aan de ziekte gedacht. Omdat de ziekte progressieve, onherstelbare schade veroorzaakt en er een behandeling is, is het van belang tijdig de correcte diagnose te stellen.
Als er wordt vermoed dat een patiënt deze aandoening heeft wordt een specifieke enzymtest voor α-galactosidase A gedaan in lymfocyten. Bij vrouwen met verdenking op de ziekte van Fabry is bepaling van enzymactiviteit meestal niet voldoende, aangezien dit veelal tot vals-negatieve resultaten leidt. Aanvullend DNA-onderzoek is dan nodig om de diagnose te bevestigen.
Andere aandoeningen die moeten worden uitgesloten:
- Andere stofwisselingsziekten (aNAGA-deficiëntie)
- Lupus erythematodes
- Fenomeen van Raynaud
- Vasculitis
- Inflammatoir darmlijden (IBS)
- Juveniele idiopathische artritis
- Groeipijn

## Behandeling

### Enzymvervangende therapie
De ziekte van Fabry is lang een onbehandelbare ziekte geweest, waarvoor alleen ondersteunende maatregelen mogelijk waren. Sinds 2001 is een zogenaamde 'enzymvervangingstherapie' (enzyme replacement therapy, ERT) beschikbaar. Het idee achter deze therapie is de ziekte te behandelen door het intraveneus toedienen van het enzym dat de patiënten zelf niet of in onvoldoende mate aanmaken. Dit enzym wordt geproduceerd in bioreactoren waarin een productiecellijn wordt gekweekt die met behulp van recombinant-DNA-technologie speciaal voor dit doeleinde is ontwikkeld.
De enzymvervangers voor de ziekte van Fabry zijn zogeheten weesgeneesmiddelen. Het gaat om Agalsidase alfa merknaam Replagal van TKT Europe en Agalsidase beta, merknaam Fabrazyme van Genzyme. Recent is ook in België en in vele andere landen van Europa orale medicatie uitgebracht. Het zou dan gaan over chaperons, merknaam Galafold. Dit is echter enkel beschikbaar voor patiënten met een bepaalde mutatie. Dit houdt in dat zij het enzyme wel aanmaken, maar het misvormd is.
Omdat voor een zeldzame ziekte als deze artsen niet goed weten welke patiënt baat heeft bij een nieuw geneesmiddel, heeft Carla Hollak rond 2018 een internationale database opgezet met gegevens van patiënten. Hiermee kunnen artsen de medicijnen veel gerichter voorschrijven aan patiënten met verschillende uitingsvormen van ziekte.

## Politieke discussie
In juli 2012 werd in de Nederlandse media gediscussieerd over de kosten van het behandelen van de ziekte van Fabry.
Vanwege de hoge jaarlijkse kosten (200.000 euro per jaar) en de beperkte effectiviteit stelde het College voor zorgverzekeringen eind juni 2012 de vergoeding van de behandeling van de ziekte van Pompe ter discussie voor oudere patiënten. Ook de ziekte van Fabry werd in dit kader genoemd.
Het CVZ schreef over het medicijn tegen de symptomen van de ziekte van Fabry dat dit middel weliswaar werkt, maar dat het te duur is in verhouding tot de resultaten van de behandeling. In 2010 werd in totaal 11 miljoen euro uitgegeven aan de behandeling van ongeveer zestig patiënten met de ziekte van Fabry.
Inzet van de daarna ontstane publieke discussie waren de hoge kosten en de kosten die men zou mogen maken voor een gewonnen levensjaar. Later werden de rol van de farmaceutische industrie en de hoge prijzen van de medicijnen, de verantwoordelijkheid van ouders met een gendefect en het solidariteitsprincipe in de ziekteverzekering deel van het debat.
Een economisch begrip, de QALY, of quality-adjusted life year, een maat waarin de kosten van de medische behandeling in verband worden gebracht met het aantal levensjaren vermenigvuldigd met een correctiefactor voor de kwaliteit van die levensjaren speelde een rol in de discussie. Een econoom, Dr. Marc Pomp, heeft die maat op 50 000 euro gesteld, de kosten van behandeling van de ziekte van Pompe gaan daar ver overheen.
De zorgverzekeraars lieten weten dat zij door zouden gaan met het vergoeden van de zorg voor patiënten met de ziekte van Pompe en de ziekte van Fabry.